# Georg Luck
Georg Hans Bhawani Luck (17 de febrero de 1926-17 de febrero de 2013) fue un clasicista suizo conocido por sus estudios de creencias y prácticas mágicas en el mundo clásico. Durante más de veinte años fue profesor en la Universidad Johns Hopkins en Baltimore, Maryland.
En un debate académico a fines de la década de 1980 sobre la metodología en los clásicos, Luck fue un líder del lado de los métodos académicos rigurosos tradicionales y en contra de lo que él consideraba una especulación infundada basada en el multiculturalismo.

## Educación y carrera académica
Luck nació en Berna, Suiza, y asistió al Kirchenfeld Gymnasium (escuela secundaria) en Berna. Durante y después de la Segunda Guerra Mundial, sirvió en el ejército suizo y finalmente fue ascendido a teniente. Después de esto, obtuvo una licenciatura de la Universidad de Berna, también con estudios en la Universidad de París. Llegó a los EE. UU. para realizar estudios de posgrado en la Universidad de Harvard, donde obtuvo una maestría en clásicos en 1951. Al regresar a la Universidad de Berna, obtuvo un doctorado en 1953. Recibió un Guggenheim en 1958.
Enseñó clásicos en la Universidad de Yale en 1952 y en la Universidad de Brown en 1953 y 1954. Luego, enseñó en Harvard de 1955 a 1958 y en la Universidad de Maguncia de 1958 a 1962. Se convirtió en profesor titular en la Universidad de Bonn y luego se mudó a Johns Hopkins en 1970, donde permaneció el resto de su carrera. Durante doce años, fue el editor en jefe del American Journal of Philology. Se retiró en 1990.

## Publicaciones selectas
- Der Akademiker Antiochos (Haupt, 1953).[6] Esta monografía, tesis doctoral de Luck, recopila los fragmentos de texto atribuidos por su nombre a Antíoco de Ascalón y analiza otros textos que probablemente hayan sido influenciados por Antíoco.[7]
- The Latin love elegy (Methuen, 1959).[6] Una discusión y traducción de las elegías de los poetas latinos Catulo, Tibulo, Propercio y Ovidio. Un quinto poeta de este estilo, Cornelius Gallus, está comparativamente descuidado, poco de su poesía ha sobrevivido.[8][9]
- Arcana mundi: magic and the occult in the Greek and Roman worlds: a collection of ancient texts (Johns Hopkins University Press, 1985).[6] Luck recopila ejemplos de pensamiento mágico en el mundo antiguo, desde Homero hasta la caída de Roma, y su contenido va desde la poesía y los papiros hasta la filosofía. Esta obra incluye secciones importantes sobre magia, milagros, demonología, adivinación, alquimia y astrología. Originalmente escrito en inglés, también ha sido traducido al alemán, italiano y español.[10][11][12]
- Albi Tibulli Aliorumque Carmina (Teubner, 1988).[6] Una colección de las obras de Tibulo y un estudio de los manuscritos de los que se recopilaron estas obras.[13]
- Die Weisheit der Hunde. Texte der antiken Kyniker in deutscher Übersetzung mit Erläuterungen (Alfred Kröner, 1997).[6] La historia de los cínicos, a partir de los textos antiguos recopilados sobre ellos, que Luck tradujo al alemán.[14][15]
- Ancient pathways and hidden pursuits: religion, morals, and magic in the ancient world (University of Michigan Press, 1999).[6][16] Una colección de 22 ensayos de Luck, sobre diversos temas, escritos durante un período de 50 años.[17]

## Edición en castellano
- Arcana mundi. Magia y ciencias ocultas en el mundo griego y romano. Traducción Elena Gallego Moya. Madrid: Alianza Editorial. 2023. ISBN 978-84-1148-285-1.
- Arcana mundi. Magia y ciencias ocultas en el mundo griego y romano. Traducción Elena Gallego Moya. Madrid: Editorial Gredos. 1995. ISBN 978-84-249-1785-2.
- La elegía erótica latina. Universidad de Sevilla. 1993. ISBN 9788474059663.